# Anukabiet
Anukabiet war ein Längenmaß in Siam, dem heutigen Thailand.
- 1 Anukabiet = 2,60406 Millimeter
- 8 Anukabiet = 4 Kabiet = 1 Niew = 2,083 Zentimeter